# Щастя (місто)
Ща́стя — місто в Україні, адміністративний центр Щастинської міської громади та Щастинського району Луганської області. Розташоване на лівому березі річки Сіверський Донець. Населення — 11 552 осіб (станом на 2021).
Місто постало у 1963 році на місці села, заснованого кріпаками-втікачами в середині XVIII століття. Головний промисловий об'єкт — Луганська ТЕС. До жовтня 2014 року підпорядковувалося Жовтневому району міста Луганська.
2022 року більшою частиною знищене російськими обстрілами в ході боїв за Щастя, після чого окуповане[⇨].

## Історія

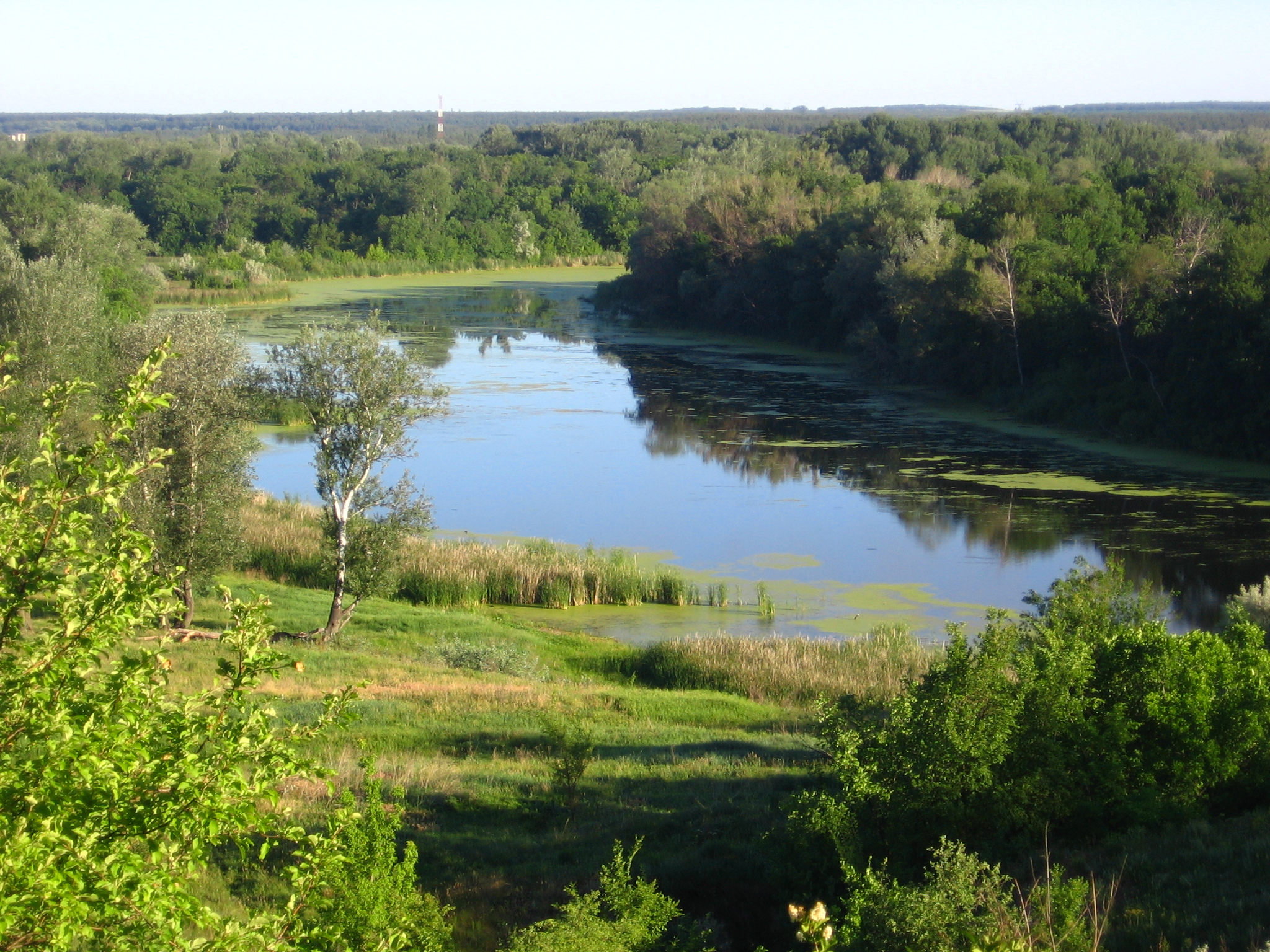
Сіверський Донець

У 1754 році імператриця Катерина II подарувала землі, прилеглі до Дінця, і селян своєму придворному — Григорію Ковалинському. Від прізвища власника село «в народі» стало називатися Ковалинкою.
За даними на 1864 рік у казенному селі Старобільського повіту Харківської губернії мешкало 510 осіб (250 чоловічої статі й 260 — жіночої), налічувалося 49 дворових господарств.
Станом на 1885 рік у колишньому державному селі Староайдарської волості мешкала 661 особа, налічувалося 96 дворових господарств.
За переписом 1897 року кількість мешканців зросла до 830 осіб (420 чоловічої статі та 410 — жіночої), з яких усі — православної віри.
За даними на 1914 рік у селі проживало 1230 мешканців. Цього ж року поміщиком Петром Ковалинським (та його дружина Катерина) було збудувано цегляний Свято-Катерининський храм.
Станом на 1914 рік, в селі була 2-класна парафіяльна школа. За штатом на село був один учитель. У центрі села виділялися 2 великих цегляних будинки: Петра Ковалинського та священика.
Статус смт надано 6 квітня 1957 року.

### Російсько-українська війна

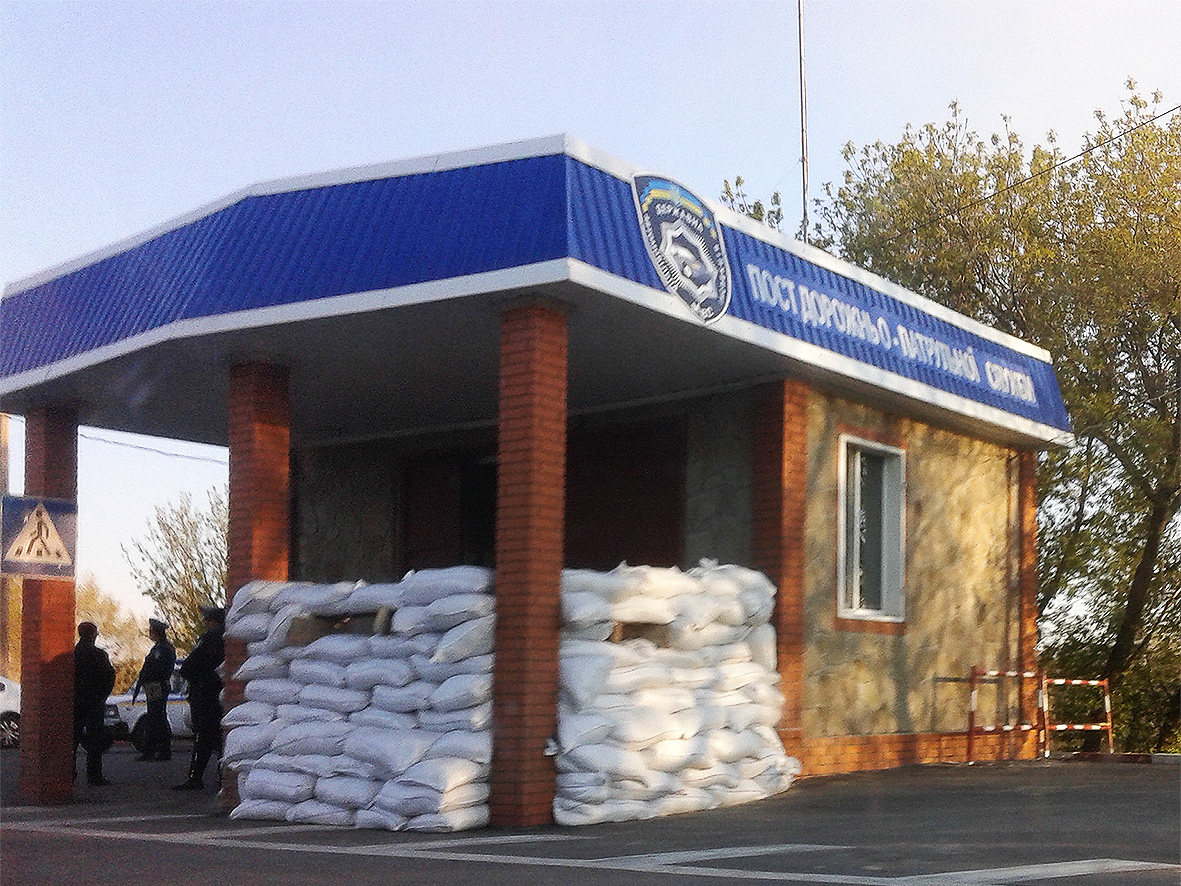
Сепаратистський блокпост «Проти Правого сектора» на виїзді з міста

У визволенні міста від сепаратистів під час російсько-української війни 2014 року активну участь брав батальйон «Айдар», за участі якого 14 червня 2014 року місто перейшло під повний контроль української влади.
5 серпня місцева громада демонтувала єдиний у місті пам'ятник Леніну.
Бої за місто не припиняючись ведуться з вересня 2014 року й надалі. Незаконні збройні формування обстрілювали місто з автоматичних гранатометів, мінометів та РСЗВ «Град».
22 липня 2020 року під час зустрічі Тристоронньої контактної групи було прийнято рішення про створення додаткового пункту пропуску в місті Щастя через лінію розмежування між контрольованими Україною територіями та ОРДЛО. Відкриття пропускного пункту заплановано на 10 липня 2020 року. Одночасно з цим має запрацювати пропускний пункт в Золотому. Станом на 2020 рік в Луганській області працює лише один пішохідний пропускний пункт в Станиці Луганській.

#### Вторгнення РФ 2022
Перед повномасштабним вторгненням, 21 лютого 2022 року, російський обстріл залишив місто без електро-, водо- і теплопостачання. 24 лютого Щастя було безрезультатно атаковане російськими військами. За заявою ЦСКІБ, при спробі нападу знищена техніка і вбито близько 50 ворогів. Збройні сили РФ неодноразово мали намір вклинитися в лінію оборони. На другий день війни Сергій Гайдай повідомив, що місто знищено обстрілами на 80 %, а в червні назвав цифру 90 %; такі дані повідомляли і місцеві мешканці. Станом на 27 лютого, за словами Гайдая, місто вже було окуповане і перебувало на межі гуманітарної катастрофи.

## Освіта
В місті діють 2 загальноосвітні школи та школа-інтернат І-ІІ ступенів.

## Населення

### Національний склад
Національний склад населення за даними перепису 2001 року:
| Національність  | Відсоток |
| --------------- | -------- |
| росіяни         | 49,32%   |
| українці        | 48,29%   |
| білоруси        | 0,58%    |
| молдовани       | 0,11%    |
| вірмени         | 0,10%    |
| євреї           | 0,10%    |
| інші/не вказали | 1,50%    |

### Мовний склад
Рідна мова населення за даними перепису 2001 року:
| Мова            | Чисельність, осіб | Відсоток |
| --------------- | ----------------- | -------- |
| Російська       | 12 140            | 87,98%   |
| Українська      | 1 550             | 11,23%   |
| Білоруська      | 4                 | 0,03%    |
| Болгарська      | 2                 | 0,01%    |
| Вірменська      | 1                 | 0,01%    |
| Румунська       | 1                 | 0,01%    |
| Німецька        | 1                 | 0,01%    |
| Інші/Не вказали | 100               | 0,72%    |
| Разом           | 13 799            | 100%     |

За даними перепису 2001 року населення міста становило 13 770 осіб, з них 11,23 % зазначили рідною українську мову, 87,98 % — російську, а 0,79 % — іншу.
| 8 591                                  | 12 971 | 12 735 | 13 338 | 13 770 | 12 773 | 12 629 | 11 552 |
| В період з 1959 по 2014 рік (тис. ос.) |        |        |        |        |        |        |        |

## Галерея

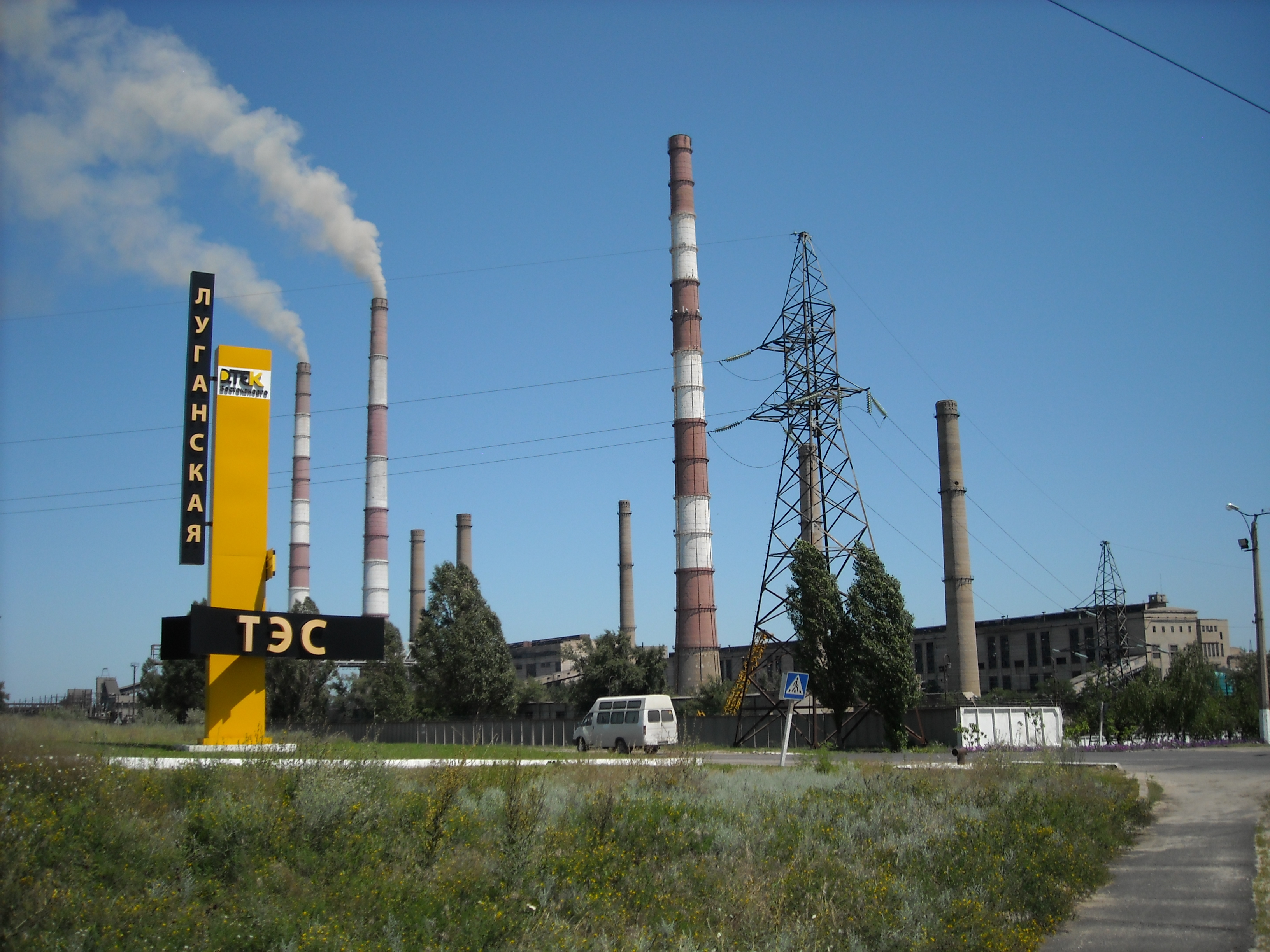
Луганська ТЕС
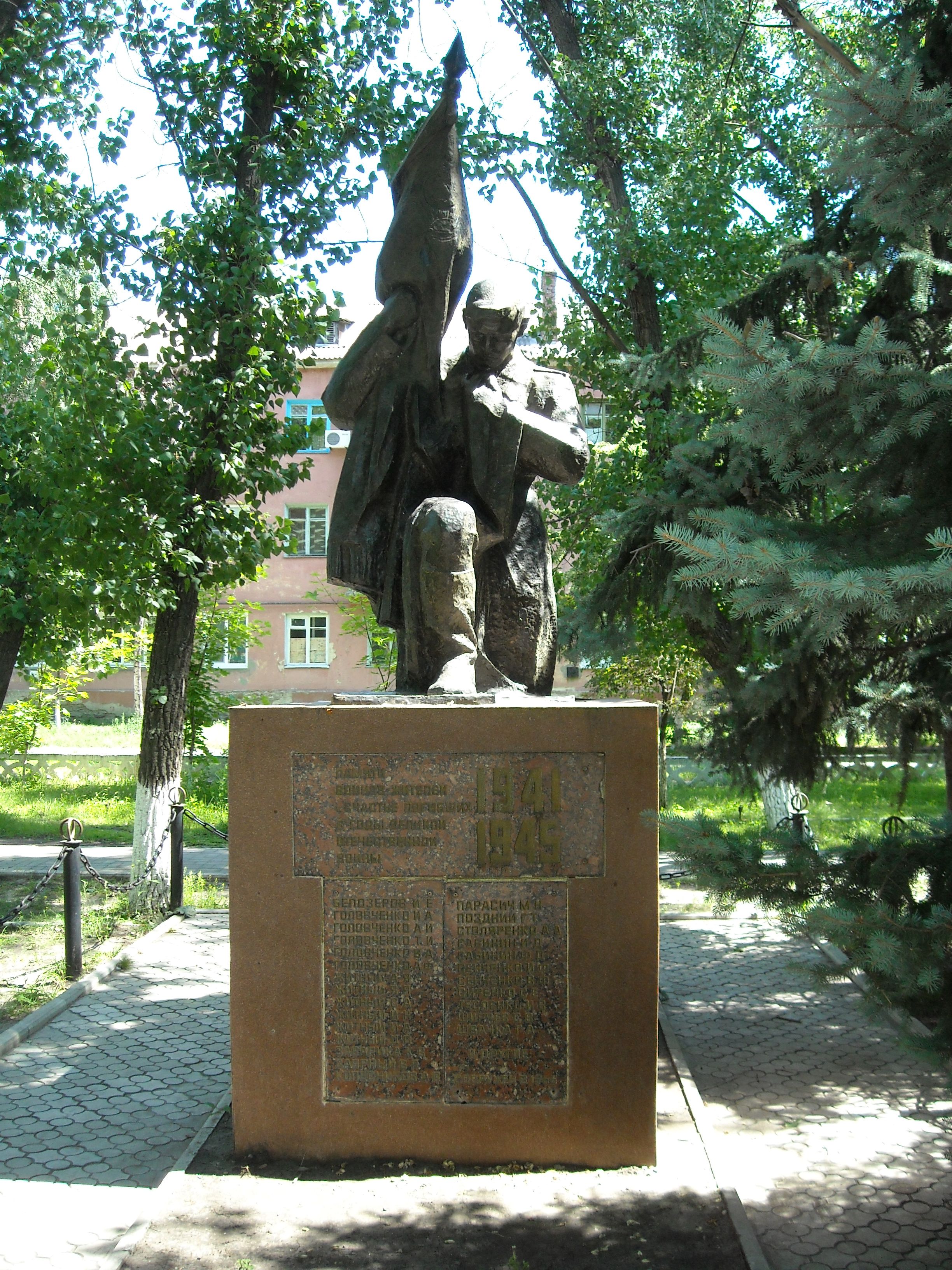
Пам'ятник присвячений загиблим під час Другої світової війни
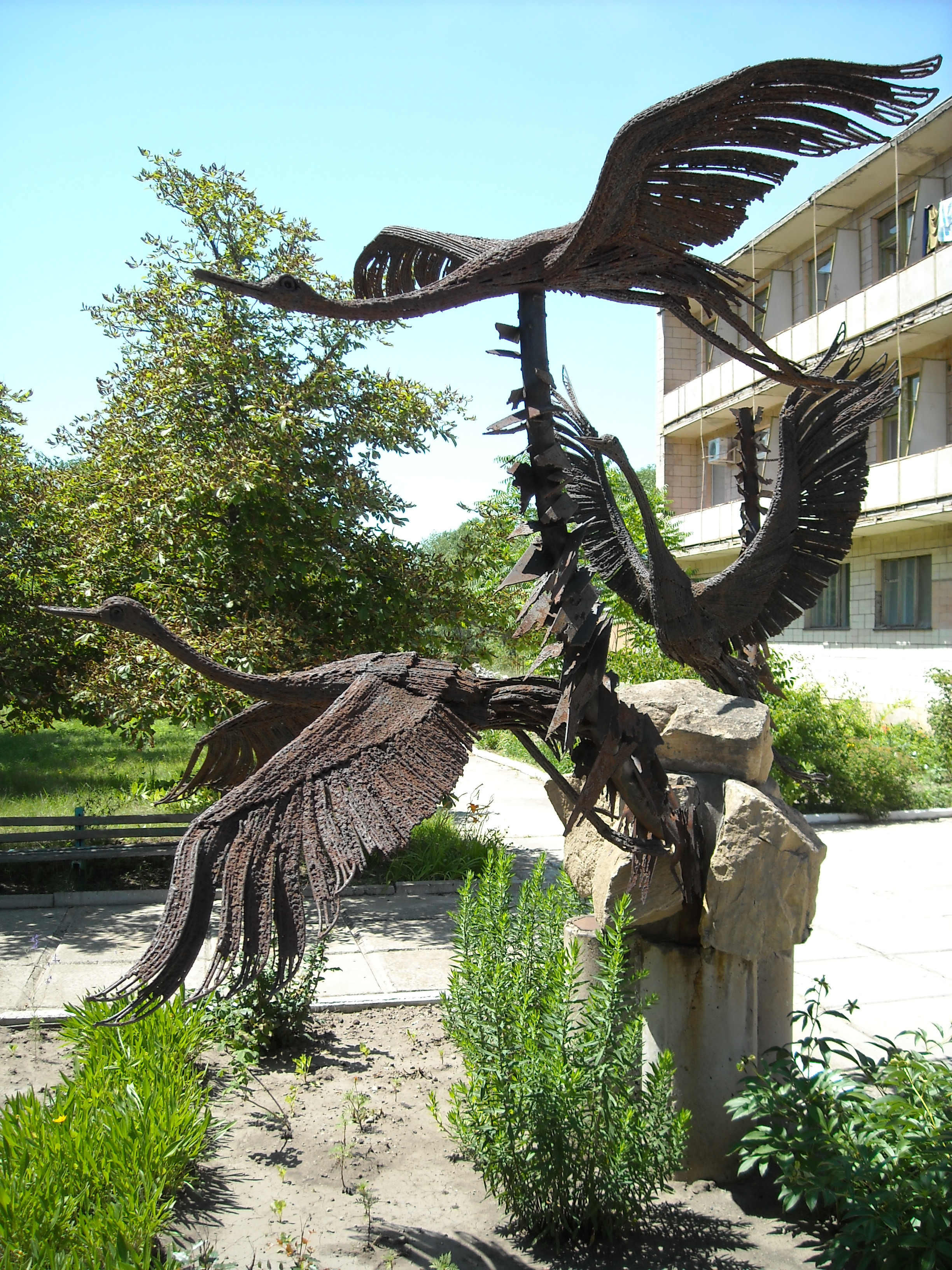
Пам'ятник «Лелеки», розташований на території санаторію «Луганськ»
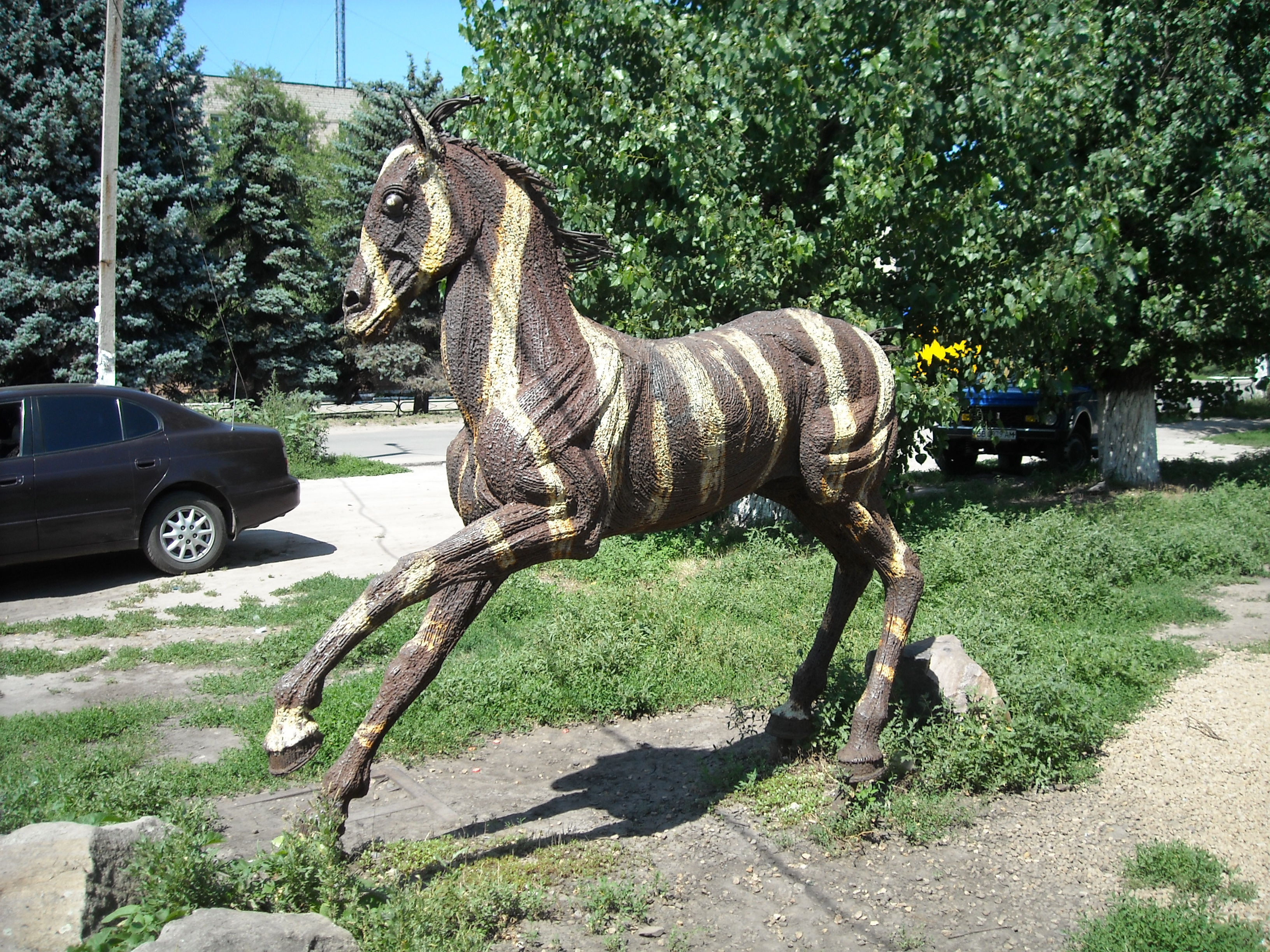
Пам'ятник «Кінь», розташований неподалік від готелю «Сіверський Донець»

## Постаті
- Галушка Артур Аркадійович (1959—2015) — старший солдат Збройних сил України, учасник російсько-української війни 2014—2017.
- Гащенко Олексій Михайлович (1965—2015) — старший солдат Збройних сил України, учасник російсько-української війни 2014—2017.